# Saadia Azankot
Pour les articles homonymes, voir Saadia (homonymie).
Saadia ben Levi Azankot est un érudit juif marocain de la première partie du XVIIe siècle.

## Éléments biographiques
Originaire de Maroc, il s'établit aux Pays-Bas, où il enseigne la littérature juive au philologue et théologien protestant Johann Heinrich Hottinger. On ne connaît pas d'autres éléments de sa vie.

## Œuvre
Saadia Azankot est l'auteur d'une paraphrase versifiée du Livre d'Esther, imprimée à Amsterdam en 1647 sous le titre d’Iggeret HaPourim.
La bibliothèque bodléienne comprend en outre deux manuscrits portant son nom :
- une transcription du Dalalat al-Ḥaïrin de Moïse Maïmonide en caractères arabes, réalisée à la demande de Jacob Golius
- une traduction en hébreu du Lamiat al-Ayam de Husain ben Ali, en appendice à une copie imprimée de cet ouvrage.

## Sources
- Cet article contient des extraits de l'article « AZANḲOṬ, SAADIA B. LEVI » par Richard Gottheil & Hartwig Hirschfeld de la Jewish Encyclopedia de 1901–1906 dont le contenu se trouve dans le domaine public.